# Columbia (Tennessee)
Columbia – miasto w Stanach Zjednoczonych, w stanie Tennessee, w hrabstwie Maury. Według danych z 2000 roku miasto miało 33 055 mieszkańców.